# 卡塔戈省
卡塔戈省（西班牙語：Provincia de Cartago）是哥斯达黎加東部的一个省。面積3,124.61平方公里。2000年人口461,163人。首府卡塔戈。
下分8縣。
1. ↑  . hdi.globaldatalab.org.   [2018-09-13]. （原始内容存档于2018-09-23） （英语）.